# Tuczno (województwo wielkopolskie)
Tuczno – wieś w Polsce położona w województwie wielkopolskim, w powiecie poznańskim, w gminie Pobiedziska. Należy do sołectwa Stęszewko.
W latach 1975–1998 miejscowość położona była w województwie poznańskim.
Wieś położona w Parku Krajobrazowym Puszcza Zielonka około 20 km od Poznania, w centrum terenów rekreacyjnych położonych między jeziorem Tuczno, a jeziorem Kołatkowskim.
W Tucznie zaczyna się (lub kończy - w zależności od kierunku spłynięcia) Szlak kajakowy Puszcza Zielonka.